# Chinois archaïque

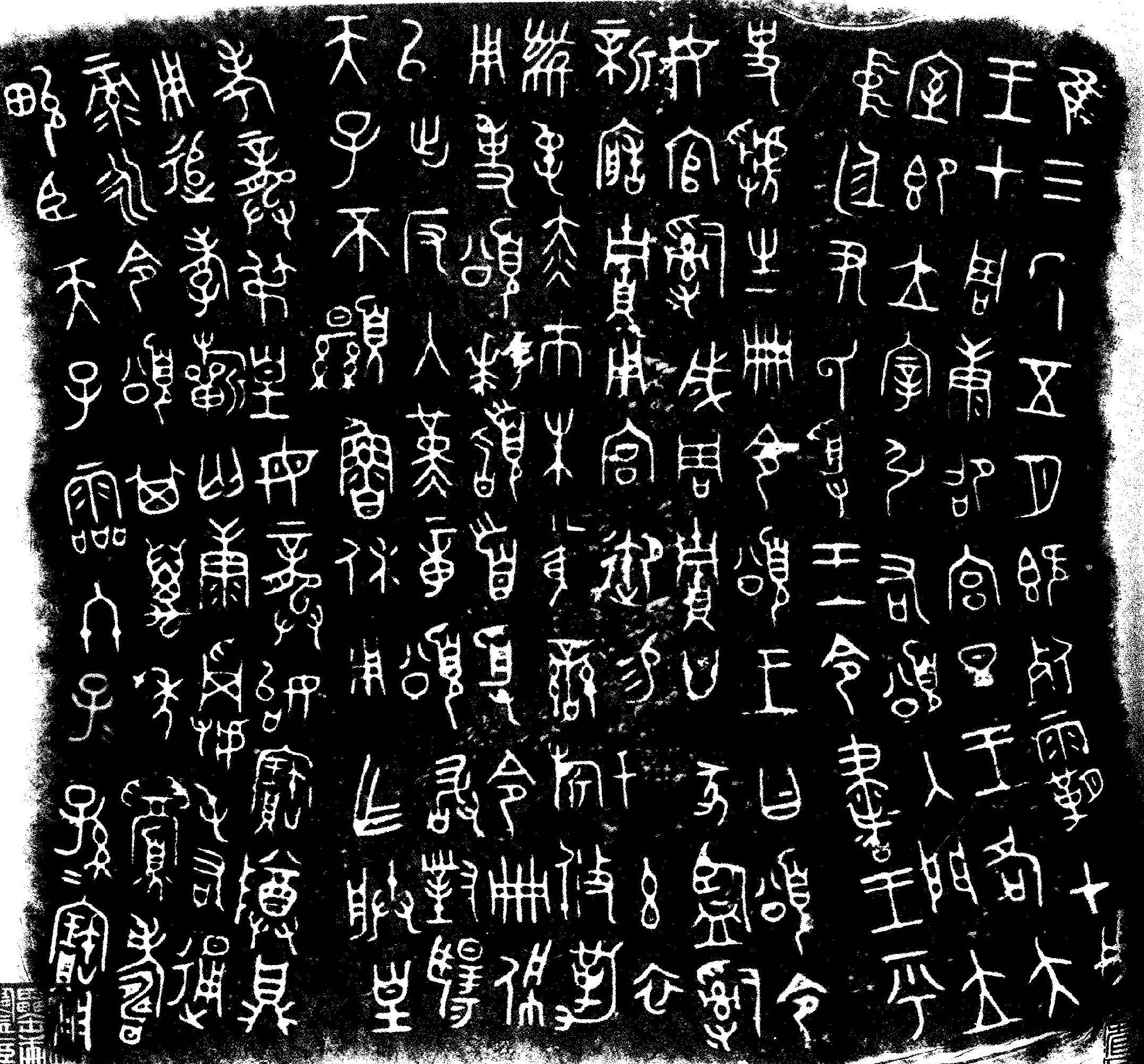
Inscription de la dynastie Zhou d'environ -825

Le chinois archaïque (chinois simplifié : 上古汉语 ; chinois traditionnel : 上古漢語 ; pinyin : Shànggǔ hànyǔ) est une des langues parlées en Chine avant la dynastie Han. Comme l'écriture chinoise n'indique pas directement la prononciation, il est nécessaire pour la reconstruire d'effectuer une recherche spécifique. Le premier à avoir tenté de reconstituer ces états anciens de la langue chinoise est le sinologue suédois Bernhard Karlgren.
Le chinois archaïque est une langue plus proche typologiquement du rGyalrong ou du tibétain que certains dialectes chinois modernes. Cette langue avait une morphologie verbale et des groupes de consonnes compliqués qui ont disparu dans les dialectes chinois modernes.
La reconstruction du chinois archaïque est une branche de la phonétique chinoise historique appliquée au chinois. Il convient tout d'abord de reconstruire le chinois médiéval de l'époque de la dynastie Sui, pour lequel nous avons davantage de documents. Sur la base de cette prononciation, on reconstruit le chinois archaïque avec quatre sources de données différentes.
Les deux principales méthodes de reconstruction phonétique sont celle de Zhengzhang Shangfang et la méthode dite Baxter–Sagart, de William Hubbard Baxter et Laurent Sagart.

## Les séries phonétiques
On compare la prononciation en chinois médiéval de tous les caractères ayant la même partie phonétique. Par exemple :
- 兑
  - mandarin : dui4
  - chinois médiéval : dwajH
- 说
  - mandarin : shuo1, shui4
  - chinois médiéval : sywet, sywejH
- 悦
  - mandarin : yue4
  - chinois médiéval : ywet
- 脱
  - mandarin : tuo1
  - chinois médiéval : thwat
- 锐
  - mandarin : rui4
  - chinois médiéval : ywejH
- 税
  - mandarin : shui4
  - chinois médiéval : sywejH

La reconstruction en chinois archaïque va rendre compte de cette diversité en montrant que tous ces caractères avaient autrefois une prononciation similaire.
Par exemple, voici la reconstruction en chinois archaïque pour les caractères ci-dessus (l'astérisque indique qu'il s'agit d'une reconstruction) :
- 兑 *lots
- 说 *lhjot, *lhjots
- 悦 *ljot
- 脱 *hlot
- 锐 *ljots
- 税 *hljots

## Lesrimes
Il existe une quantité importantes de textes rimés en chinois archaïque, surtout le Shijing (诗经) mais aussi les Chuci (楚词) et le Daodejing (道德经). Or, ce qui a frappé les érudits chinois dès la période des Dynasties du Nord et du Sud, c'est que les rimes du Shijing sont souvent imparfaites. Comme les gens de cette époque ne se rendaient pas compte que la prononciation du chinois avait changé depuis l'Antiquité, certains pensaient simplement que les normes poétiques des anciens étaient plus lâches. À l'époque Song, dans le néo-confucianisme de Zhu Xi 朱熹, on fait artificiellement rimer les poèmes anciens par le principe des xiéyin 叶音.
Ce n'est que durant la dynastie Ming que Chén Dì 陈第 propose pour la première fois que les poèmes ne riment pas du fait d'un changement dans la prononciation. L'étude systématique de ce problème commence au début de la Dynastie Qing avec Gu Yanwu 顾炎武, qui établit les premières classes de rimes (yunbu 韵部) du chinois archaïque, en projetant les catégories du chinois médiéval. Toutefois, sa division des catégories de rimes est encore très grossière : il n'en distingue que 10. D'autres linguistes vont par la suite prendre la relève et affiner son travail sur les rimes :
- Jiang Yong 江永 distingue 13 catégories.
- Duan Yucai 段玉裁 en distingue 17 (il découvre l'opposition entre 支 *-e 脂　*-ij et 之 *-y ainsi que celle entre 文 *-yn　et 真 *-in), même si la réalité phonétique de ces oppositions lui échappait. Dans une lettre célèbre à Jiang Yougao, il se plaint de ne jamais pouvoir connaître la nature de la distinction entre ces rimes. Par ailleurs, il découvre un principe fondamental : les catégories de rimes du Shijing correspondent aux séries phonétiques (同声必同部), c’est-à-dire que des mots ayant la même phonétique devaient rimer en chinois archaïque, même s'il ne riment plus en chinois médiéval ou à plus forte raison dans les dialectes modernes.
- Dai Zhen 戴震, élève de Jiang Yong et maître de Duan Yucai, en distingue 25 (il publie après son élève). C'est le premier savant à considérer les rimes à occlusives finales comme des rimes indépendantes.
- Kong Guangsen 孔广森 en distingue 18 (il découvre la division entre les rimes 东 *-ong et 冬 *-ung). Il émet l'hypothèse incorrecte que les occlusives finales du rusheng n'existaient pas en chinois archaïque pour expliquer les rimes entre occlusives finales et syllabes ouvertes dans le Shijing (voir plus bas pour l'explication moderne de ce phénomène).
- Wang Niansun 王念孙, étudiant de Dai Zhen, parvient à distinguer 21 rimes.
- Jiang Yougao 江有诰 distingue 21 rimes.
- Wang Li 王力 découvre la distinction entre les rimes 脂 *-ij et 微　*-yj. C'est la dernière découverte d'importance relative au chinois archaïque effectuée dans le cadre traditionnel de recherche.

## Table des correspondances entre chinois médiéval et chinois archaïque
La première colonne indique le chinois médiéval dans la transcription de Baxter (1992), la seconde la reconstruction de Starostin (1989) en chinois archaïque, la troisième la reconstruction de Baxter (1992). V indique que la reconstruction ne peut s'effectuer que devant une consonne vélaire, A devant une consonne aiguë, LV devant une labio-vélaire, L devant une labiale.
| -a           | -aj           | -aj                     |
| -ae          | -ra           | -raj                    |
|              | -raj          | -ra                     |
| -aejH        | -rac          | -rats                   |
| -aek         | -rak          | -rak                    |
|              | -brak         |                         |
| -aem         | -ram          | -ram                    |
| -aen         | -ran          | -ran                    |
| -aeng        | -rang         | -rang                   |
| -aep         | -aep          | -rap                    |
| -aet         | -rat          | -rat                    |
| -aew         | -ru           | -ru                     |
|              | -riw          | -riw                    |
|              | -raw          | -raw                    |
|              | -rew          | -rew                    |
| -aewk        | -rakw         | -rawk                   |
|              | -rekw         | -rewk                   |
|              | -rok          | -riwk                   |
|              | -ruk          | -rok                    |
|              |               | -ruk                    |
|              |               |                         |
| -aewng       | -rong         | -rong                   |
|              | -rung         | -rung                   |
| -ajH         | -ac           | -ats                    |
| -ak          | -ak           | -ak                     |
|              | -akw          | -awk                    |
| -am          | -am           | -am                     |
| -an          | -an           | -an                     |
|              | -ar           |                         |
| -ang         | -ang          | -ang                    |
| -ap          | -ap           | -ap                     |
| -at          | -at           | -at                     |
| -aw          | -aw           | -aw                     |
|              | -u            | -u                      |
| -eaj         | -ry           | -rij                    |
|              | -ryj          | -ryj                    |
|              | -rij          | -ry                     |
|              | -rej          |                         |
| -eajH        | -ryc          | -rits                   |
|              | -ric          | -ryts                   |
|              | -rec          | -rets                   |
| -eak         | -ryk          | -ryk                    |
|              | -rek          | -rek                    |
| -eam         | -rym          | -rem                    |
|              | -rim          | -rom                    |
|              | -rem          | -rym                    |
|              |               | -rum                    |
|              |               | -rim                    |
| -ean         | -ret          | -ren                    |
|              | -rin          | -rin                    |
|              | -ryn          | -ryn                    |
| -eang        | -reng         | -reng                   |
|              | -ryng         | -ryng                   |
| -eap         | -rep          | -rep                    |
|              | -ryp          | -rop                    |
|              | -rip          | -ryp                    |
|              |               | -rup                    |
|              |               | -rip                    |
| -eat         | -ret          | -ret                    |
|              | -rit          | -rit                    |
|              |               | -ryt                    |
| -eay         | -re           | -re                     |
| -ej          | -e            | -e                      |
|              | -ij           | -ij                     |
|              | -ej           |                         |
| -ej A        | -yj           | -yj                     |
| -ejH         | -ic           | -its                    |
|              | -ec           | -ets                    |
| -ejH A       | -yc           | -yts                    |
|              |               |                         |
| -ek          | -ikw          | -ek                     |
|              | -ekw          | -iwk                    |
|              | -ek           | -ewk                    |
|              |               |                         |
| -em          | -em           | -em                     |
|              | -im           | -im                     |
| -en          | -en           | -en                     |
|              | -it           | -in                     |
| -en A        | -yn           | -yn                     |
|              | -yr           |                         |
| -eng         | -eng          | -eng                    |
| -ep          | -ep           | -ep                     |
|              | -ip           | -ip                     |
| -et          | -et           | -et                     |
|              | -it           | -it                     |
| -ew          | -iw           | -iw                     |
|              | -ew           | -ew                     |
| -oj          | -y (-0/-s)    | -y                      |
| -oj V        | -yj           | -yj                     |
| -ojH V       | -yc           | -yts                    |
| -ok          | -yk           | -yk                     |
| -om          | -ym           | -om                     |
|              |               | -ym                     |
|              |               | -um                     |
| -on V        | -yn           | -yn                     |
|              | -yr           |                         |
| -ong         | -yng          | -yng                    |
| -op          | -yp           | -op                     |
|              |               | -yp                     |
|              |               | -up                     |
| -owk         | -uk           | -uk                     |
|              | -akw          | -awk                    |
| -owng        | -ung          | -ung                    |
| -u           | -a            | -a                      |
| -uw          | -o            | -o                      |
|              | -ro           | -ro                     |
| -uw L        | -y?           | -u                      |
| -uwk         | -ok           | -ok                     |
|              |               | -awk                    |
| -uwng        | -ong          | -ong                    |
| -wa          | -oj           | -oj                     |
| -wae         | -roj          | -roj                    |
| -wae LV, L   |               | -ra                     |
| -waejH       | -roc          |                         |
| -waejH LV    | -rac          | -rats                   |
|              |               | -rets                   |
| -waet        | -rot          | -rot                    |
| -waet LV     | -rot          | -rot                    |
|              | -rat          | -rat                    |
| -waen        | -ron          | -ron                    |
| -waen LV     | -ron          | -ren                    |
|              | -ran          | -ran                    |
|              |               | -ron                    |
| -wajH        | -ac           | -ots                    |
| -wan         | -on           | -on                     |
|              | -or           |                         |
| -wat         | -ot           | -ot                     |
| -weaj        | -ruj          | -ruj                    |
| -weaj LV     | -ry L LV      | -ry                     |
| -weajH       | -ruc          | -rots                   |
|              |               | -ruts                   |
| -wean        | -run          | -run                    |
|              |               |                         |
| -wean LV     | -ren          |                         |
| -weat        | -rut          | -rot                    |
|              |               | -rut                    |
| -woj         | -uj           | -uj                     |
| -woj L       | -y            | -y                      |
|              | -yj           | -yj                     |
| -wojH        | -uc           | -uts                    |
| -wojH L      | -yc           | -yts                    |
| -won         | -un           | -un                     |
| -won L       | -yn           | -yn                     |
|              | -yr           |                         |
| -wot         | -ut           | -ut                     |
| -i           | -y            | -y                      |
| -i A,V       | -ry           | -ry                     |
| -ij          | -ryj          | -rij                    |
|              | -rij          | -ryj                    |
| -ij A        | -yj           | -ij                     |
|              | -ij           | -yj                     |
| -ij L        |               | -ry                     |
| -ijH         | -ryc          | -rits                   |
|              | -ric          | -ryts                   |
| -ijH A       | -ic           | -its                    |
|              | -yc           | -yts                    |
| -ik          | -ryk          | -yk                     |
|              |               | -ryk                    |
| -ik LV       | -yk           |                         |
|              | -ryk          |                         |
| -im          | -rim          | -rim                    |
| -im A        | -im           | -im                     |
| -im A, V     | -ym (ping qu) | -ym                     |
|              |               | -um                     |
|              |               | -rym                    |
|              |               | -rum                    |
| -in          | -rin          | -rin                    |
|              | -ryn          | -ryn                    |
| -in A        | -in           | -in                     |
|              | -yn           | -yn                     |
|              | -yr           |                         |
| -ing         | -yng          | -yng                    |
|              | -ryng         | -ryng                   |
| -ip          | -rip          | -rip                    |
| -ip A        | -ip           | -ip                     |
| -ip A, V     | -             | -yp                     |
|              |               | -up                     |
|              |               | -ryp                    |
|              |               | -rup                    |
| -it          | -ryt          | -rit                    |
|              | -rit          | -ryt                    |
| -it A        | -it           | -it                     |
|              |               | -yt                     |
| -jae A       | -a            | -aj                     |
|              | -iaj          | -a                      |
| -jaek        |               | -rak                    |
| -jaek G      |               | -rek                    |
| -jaem G      | -ram          | -ram                    |
| -jaem V      |               | -am                     |
|              |               | -om                     |
|              |               | -rom                    |
| -jaeng G     | -reng         | -rang                   |
|              | -rang         | -reng                   |
| -jaeng TS    | -reng         | -reng                   |
| -jaep G      | -rap          | -rap                    |
| -jaep V      |               | -ap                     |
|              |               | -op                     |
|              |               | -rop                    |
| -jak         | -akw          | -ak                     |
|              | -rakw         | -awk                    |
|              | -ekw          | -rawk                   |
|              | -rekw         | -ewk                    |
|              | -ak           | -rewk                   |
| -jak A       | -rak          | -rak                    |
| -jang        | -ang          | -ang                    |
| -jang A      | -rang         | -rang                   |
| -je          | -re           | -raj                    |
|              | -aj           | -re                     |
|              | -raj          | -aj                     |
|              | -rej          |                         |
| -je A        | -e            | -e                      |
| -jejH        | -rac          | -rats                   |
|              | -rec          | -rets                   |
| -jejH A      | -ac           | -ats                    |
|              | -ec           | -ets                    |
| -jek         | -iak          | -ek                     |
|              | -ek           |                         |
| -jek A       | -rek          | -ak                     |
|              |               | -rek                    |
| -jem         | -ram          | -ram                    |
|              | -rem          | -rem                    |
| -jem A       | -am           | -am                     |
|              | -em           | -em                     |
|              |               | -om                     |
|              |               | -rom                    |
| -jen         | -ran          | -ran                    |
|              | -ren          | -ren                    |
| -jen A       | -an           | -an                     |
|              | -en           | -en                     |
|              | -ar           |                         |
|              | -er           |                         |
| -jeng        | -eng          | -eng                    |
| -jeng A      | -reng         | -reng                   |
| -jep         | -rap          | -rap                    |
|              | -rep          | -rep                    |
| -jep A       | -ap           | -ap                     |
|              | -ep           | -ep                     |
|              |               | -op                     |
|              |               | -rop                    |
| -jet         | -rat          | -rat                    |
|              | -ret          | -ret                    |
| -jet A       | -at           | -at                     |
|              | -et           | -et                     |
| -jew         | -aw           | -aw                     |
|              | -raw          | -raw                    |
|              | -ew           | -rew                    |
|              | -rew          |                         |
| -jew A       |               | -ew                     |
| -jie G       | -e            | -e                      |
|              | -ej           |                         |
| -jiej G      | -ec           | -ets                    |
| -jiej A      | -ac           | -ets                    |
|              | -ec           |                         |
| -jiem G      | -em           | -em                     |
| -jien G      | -en           | -en                     |
|              | -er           |                         |
| -jieng G     | -eng          | -eng                    |
| -jiep G      |               | -ep                     |
| -jiet G      | -et           | -et                     |
| -jiew G      | -ew           | -ew                     |
| -jij G       | -ij           | -ij                     |
| -jijH G      | -ic           | -its                    |
| -jim G       | -im           | -im                     |
| -jin G       | -in           | -in                     |
|              | -yr           |                         |
|              | -yn           |                         |
| -jip G       | -ip           | -ip                     |
| -jit G       | -it           | -it                     |
| -jiw G       | -iw           | -iw                     |
|              | -riw          | -riw                    |
| -jo          | -a            | -a                      |
|              | -ra           | -ra                     |
| -jojH G      | -ac           | -ats                    |
| -jom L       |               | -am                     |
| -jom L       |               | -om                     |
|              |               | -rom                    |
| -jon G       | -an           | -an                     |
| -jon V       | -ar           |                         |
| -jop L       |               | -ap                     |
|              |               | -op                     |
|              |               | -rop                    |
| -jot G       | -at           | -at                     |
| -jowk        | -ok           | -ok                     |
|              | -rok          | -rok                    |
| -jowng       | -ong          | -ong                    |
|              | -rong         | -rong                   |
| -ju          | -o            | -o                      |
|              | -ro           | -ro                     |
| -ju LV, L    | -a            | -a                      |
|              | -ra           | -ra                     |
| -jun G       | -un           | -un                     |
|              | -ur           |                         |
| -jun L       | -yn           | -yn                     |
|              | -yr           |                         |
| -jut G       | -ut           | -ut                     |
| -jut L       | -yt           | -yt                     |
| -juw         | -u            | -u                      |
|              | -ru           |                         |
| -juw A       | -iw           | -ro                     |
|              | -riw          | -iw                     |
|              |               | -riw                    |
| -juw A, V, L |               | -ru                     |
| -juw L       | -y            | -y                      |
| -juwk        | -uk           | -uk                     |
|              | -ruk          | -ruk                    |
|              | -ikw          | -iwk                    |
|              | -rikw         | -riwk                   |
| -juwk L      | -yk           | -yk                     |
| -juwk L, LV  |               | -yp / -up / -ryp / -rup |
| -juwng       | -ung          | -ung                    |
|              | -rung         | -rung                   |
| -juwng L     |               | -yng                    |
| -juwng L, LV | -ym           | -ym                     |
|              |               | -um                     |
|              |               | -rym                    |
|              |               | -rum                    |
| -jwe         | -oj           | -oj                     |
|              | -roj          | -roj                    |
| -jwejH       | -roc          | -rots                   |
| -jwejH A     | -oc           | -ots                    |
| -jwen        | -ron          | -ron                    |
| -jwen A      | -on           | -on                     |
|              | -or           |                         |
| -jwet        | -rot          | -rot                    |
| -jwet A      | -ot           | -ot                     |
| -jwiejH      | -oc           | -ets LV                 |
| -jwiet       | -ot           | -ot                     |
|              | -et           | -et                     |
| -jwojH G     |               | -ots                    |
| -jwon G      | -an L         | -on                     |
| -jwot G      | -at L         | -ot                     |
| -jwyj G      | -uj           | -uj                     |
| -jwyjH G     | -uc           | -uts                    |
| -jyj G       | -yj           | -yj                     |
|              | -yc           |                         |
| -jyjH G      |               | -yts                    |
| -jyn V       | -yn           | -yn                     |
|              | -yr           |                         |
| -jyt V       | -yt           | -yt                     |
| -wij         | -ruj          | -ruj                    |
| -wij A       | -uj           | -uj                     |
| -wij LV      |               | -ry                     |
|              |               | -ru                     |
| -wijH        | -uc           | -ruts                   |
| -wijH A      |               | -uts                    |
| -win         | -run          | -run                    |
| -win A       | -un           | -un                     |
|              | -ur           |                         |
| -wit         | -rut          | -rut                    |
| -wit A       | -ut           | -ut                     |